# Frankenstein (film 1931)
Frankenstein è un film horror fantascientifico del 1931 diretto da James Whale.
Di genere horror, il film è tratto dall'omonimo romanzo di Mary Shelley e dal suo adattamento teatrale del 1927 Frankenstein: an Adventure in the Macabre di Peggy Webling. Fu prodotto dagli Universal Studios.
Appartenente alla corrente espressionista, è una delle opere più importanti del genere horror. Pur ispirandosi all'opera di Shelley, in realtà riprende principalmente l'adattamento teatrale del 1823 Presumption; or, the Fate of Frankenstein di Richard Brinsley Peake. Alcuni punti del romanzo sono modificati, come l'ambientazione storica e alcune caratteristiche del mostro, e viene ampliata la storia per sottolinearne i contenuti scientifici e sociali.
Fu un grande successo, il film col maggiore incasso nell'anno 1931, inaugurando una mitologia e uno stile che influenzarono tutte le successive pellicole dell'orrore (ad esempio gli stereotipi dello scienziato pazzo e del suo assistente gobbo nacquero proprio da questa pellicola) e rimane tuttora il più noto fra quelli ispirati dal romanzo. Da questa versione cinematografica l'immagine della creatura entrò nell'immaginario collettivo e tutte le versioni successive del mostro si rifecero a questa.

## Prologo
Quando il film uscì nel 1931, la Universal aggiunse uno speciale prologo, recitato da Edward Van Sloan (che nel film interpreta il dott. Waldman), in parte a scopo oratorio, in parte per il reale timore che Frankenstein fosse troppo forte per il pubblico della Grande depressione:

## Trama
(Il dottor Frankenstein al momento della nascita della sua Creatura. La frase occupa la 49ª posizione nella AFI's 100 Years... 100 Movie Quotes.)
In un villaggio delle Alpi bavaresi, un giovane scienziato di nome Henry Frankenstein e il suo assistente gobbo Fritz compongono un corpo umano rubando parti del corpo da cadaveri appena sepolti in un cimitero o da criminali condannati a morte per impiccagione. In un laboratorio che ha costruito all'interno di una torre abbandonata, Frankenstein desidera dare vita a un essere umano rianimando il corpo mediante dispositivi elettrici perfezionati; gli manca solo un cervello per la sua creazione. In una scuola vicina l'ex insegnante di Henry, il dottor Waldman, mostra alla sua classe il cervello di un essere umano medio paragonato a quello corrotto di un criminale. Fritz è inviato da Frankenstein a rubare dalla classe il cervello sano, ma l'uomo lo fa cadere accidentalmente a terra e quindi porta al suo padrone il cervello guasto.
Elizabeth, la fidanzata di Henry, si confida con il loro amico Victor Moritz riguardo alle azioni sempre più peculiari dello scienziato e al suo isolamento. I due chiedono aiuto al dottor Waldman e lui rivela l'ossessione di Frankenstein di creare la vita. Preoccupati per l'uomo, lo raggiungono nel laboratorio mentre lui sta completando gli ultimi preparativi. Invitando gli amici ad assistere, Henry usa un sistema di carrucole per sollevare il tavolo operatorio su cui è sdraiato il corpo esanime e sfrutta i fulmini della tempesta che infuria per rianimarlo, con suo grande trionfo.
La creatura ha un aspetto mostruoso, ma sembra innocente e infantile. Frankenstein prova a insegnargli a muoversi, ma in quella giunge Fritz con una torcia e la creatura reagisce con spavento al fuoco. Henry e Waldman interpretano la sua reazione impaurita per un tentativo di attaccarli e lo incatenano in una prigione decretando che non è adatto alla società in quanto il suo aspetto causerebbe il caos. Fritz tormenta la creatura legata con una torcia, finché questa non si libera e lo strangola a morte. Frankenstein e Waldman sopraggiungono e quasi sono aggrediti nuovamente, quindi decidono di distruggere la creazione dopo averla stordita con un sedativo.
Henry ha un crollo per l'esaurimento, quindi suo padre ed Elizabeth lo portano a casa. Lo scienziato è preoccupato per la creatura, ma Waldman lo rassicura affermando che la distruggerà. Frankenstein quindi si prepara per l'imminente matrimonio con Elizabeth; nel mentre, Waldman si appresta a vivisezionare il mostro ma quest'ultimo si sveglia e lo strangola. Dopodiché, fugge dalla torre e inizia a vagare per le campagne circostanti. Si imbatte nella piccola figlia di un contadino con cui inizia a giocare a lanciare dei fiori in un fiume, ma quando essi finiscono getta anche la bambina in acqua credendo che galleggerà. Rendendosi conto che è affogata, scappa sconvolto.
Henry è finalmente sereno e attende il dottor Waldman per sposarsi con Elizabeth, ma in quella giunge Moritz che ha rinvenuto il cadavere del dottore. Nel frattempo, il mostro entra nella camera di Elizabeth che perde i sensi per lo spavento; quando giungono gli uomini, la creatura è fuggita nuovamente.
In quel momento giunge il contadino che trasporta il corpo della figlia annegata e dice a tutti che è stata assassinata. Gli abitanti del villaggio formano una squadra per catturare il mostro e consegnarlo alla giustizia, vivo o morto. Durante la ricerca, Henry viene separato dal gruppo e si incontra con la sua creatura, che lo trasporta in un vecchio mulino seguito dalla folla inferocita. Il mostro lancia Frankenstein dalla cima dell'edificio, ma l'uomo sopravvive alla caduta; il mulino viene dato alle fiamme e la creatura scompare nel fuoco.
Frankenstein è riportato a casa e assistito da Elizabeth, mentre suo padre brinda con le cameriere il suo matrimonio con l'augurio di un futuro nipote.

## Produzione

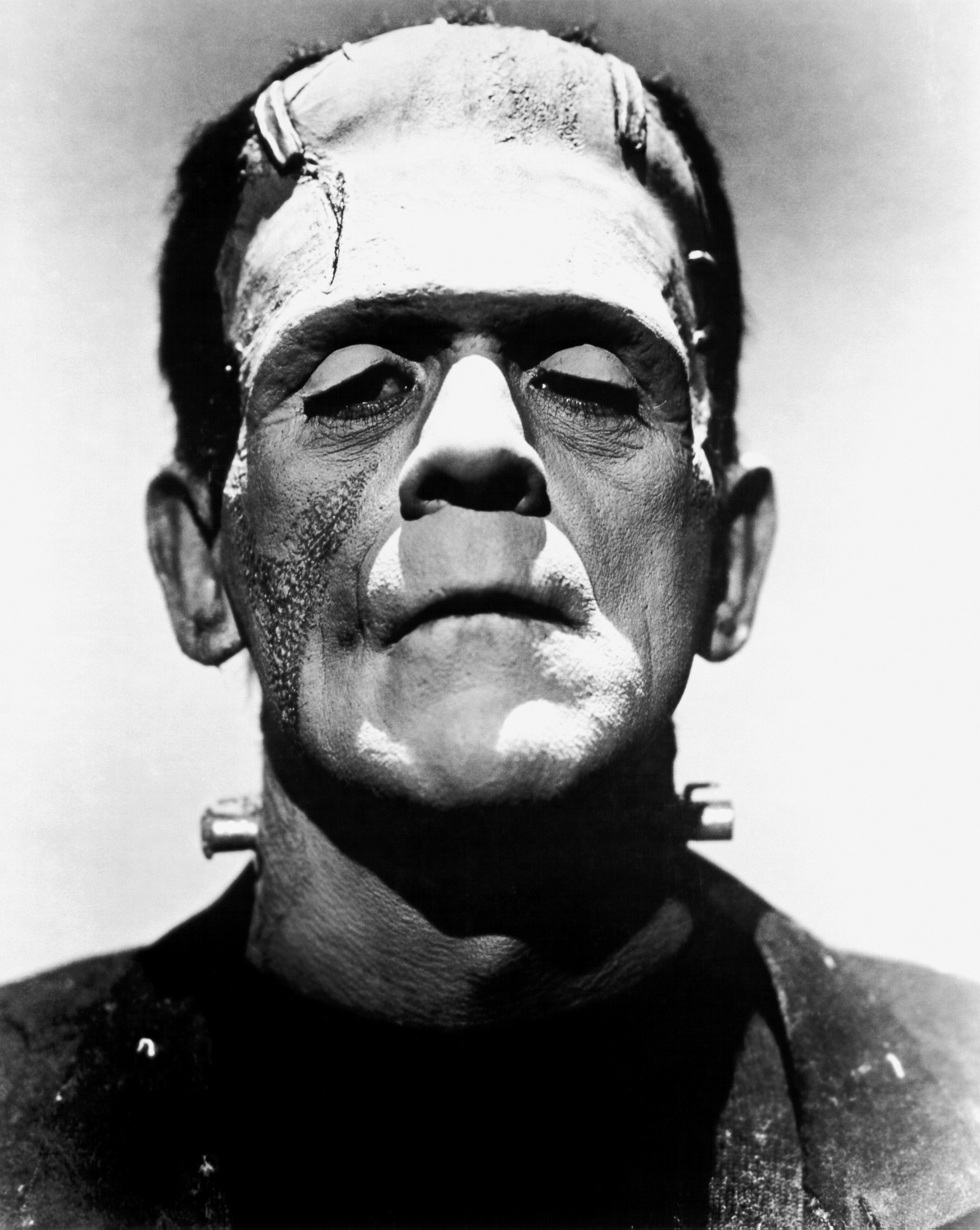
Il trucco ideato da Jack Pierce per Karloff nel film contribuì al successo della pellicola

A partire dagli anni trenta, Carl Laemmle Jr., figlio di Carl Laemmle, capo degli Universal Studios, cominciò a sviluppare un grande interesse per i progetti dell'orrore, con l'iniziale disapprovazione del padre. Laemmle Sr., convinto dal figlio, stanziò un grosso budget per Dracula con Bela Lugosi nella parte dell'iconico vampiro. Il film si rivelò un grande successo e spinse gli Universal Studios a produrre il successivo film dell'orrore: Frankenstein, tratto dall'omonimo romanzo gotico scritto nel 1818 da Mary Shelley. Gli Studios assunsero il regista francoamericano Robert Florey per dirigere la pellicola. Florey manifestò subito grande interesse per il progetto e sviluppò buona parte del soggetto iniziale della storia. Florey concepì la sceneggiatura con l'aiuto di Garrett Fort, il quale unì le idee del regista a un adattamento teatrale inedito del dramma di Peggy Webling ideato da John Balderston La storia di Florey e Fort, più seria e meno umoristica, fu largamente basata su Il gabinetto del dottor Caligari (Das Cabinet des Dr. Caligari), famosa pellicola del cinema espressionista. Esistono infatti delle analogie tra Il gabinetto del dottor Caligari e il romanzo di Mary Shelley, perché in entrambi i protagonisti creano esseri privi di volontà.

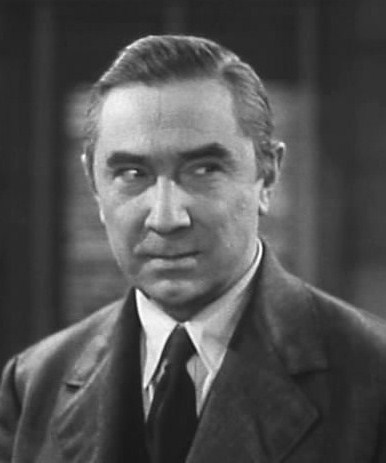
Bela Lugosi rifiutò la parte del mostro con queste parole: «Nel mio paese ero una stella, e non sarò certo uno spaventapasseri qui».

Mentre Florey e Fort lavoravano alla pellicola, i capi degli Universal Studios stavano pensando al ruolo da protagonista. La scelta più logica fu Bela Lugosi, ormai diventato uno dei volti più famosi della casa di produzione. Ma l'attore espresse delle riserve sul progetto. Non voleva interpretare un mostro muto e dalla maschera irriconoscibile, poiché si reputava troppo affascinante e famoso per un simile ruolo. Fece ugualmente un provino per la parte proprio nel set del castello di Dracula e si sottopose anche ad un accurato make-up. Il make-up di Lugosi era molto simile a quello del golem apparso in Il Golem (Der Golem), una pellicola del 1915 e interpretata da Paul Wegener. Edward Van Sloan, in un'intervista condotta da Forrest J. Ackerman nel 1964 per la rivista Famous Monsters of Filmland disse che la testa di Lugosi era "quattro volte più grande del normale, con un'ampia parrucca" e che "aveva una pelle lucida e argillosa". Prima di lasciare la parte, Lugosi girò anche 20 minuti di riprese di prova, sotto la direzione di Florey, e il suo nome apparve anche sulla prima locandina della pellicola. Il filmato è tuttora perduto, mentre la locandina ci è pervenuta.
Durante la lavorazione della pellicola, però, la visione artistica di Robert Florey si rivelò non conforme alle aspettative della produzione. I capi della Universal affermarono che la storia di Florey era distante non solo dallo spirito dell'opera letteraria, ma perfino dallo stesso adattamento sul quale si stava lavorando. Il mostro, per esempio, veniva dipinto come un essere programmato ad uccidere e senza alcun approfondimento psicologico. La parentesi Florey durò così ben poco e la regia passò quindi nelle mani del britannico James Whale. Laemmle Jr. aveva un enorme rispetto per Whale e lo considerava "l'unico regista in grado di portare la Universal al livello della MGM, della Warner Bros. e dei grandi nomi di Hollywood". Anche il regista britannico prese ispirazione da Il gabinetto del dottor Caligari. Lo visionò più volte prima di dirigere Frankenstein. Inoltre si occupò di ogni aspetto della produzione: saliva sulla gru per le riprese, si occupava del sonoro, era al corrente di tutto quello che riguardava la pellicola. Laemmle Jr. lasciava molta libertà artistica a Whale.
Nella sceneggiatura originale, il personaggio del dottor Frankenstein doveva morire per mano del mostro. All'ultimo momento, però, si decise di far sopravvivere il personaggio e di chiudere la pellicola con un happy ending. Secondo James Curtis in James Whale: A New World of Gods and Monsters, la Universal lasciò in vita il personaggio proprio nella speranza di poterlo utilizzare in un possibile sequel. Whale preferì cambiare il nome dello scienziato protagonista da Victor a Henry, in modo da venire incontro al palato del pubblico americano. Le riprese cominciarono il 24 agosto 1931 e si conclusero il 3 ottobre seguente.

### Cast
Fu David Lewis, il compagno del regista, noto per la sua omosessualità, a suggerire a Whale di incontrare personalmente Boris Karloff per scoprire se era adatto per la parte del mostro di Frankenstein perché colpito dalla sua interpretazione in Codice penale. Un aneddoto racconta che Whale lo scelse perché vedendolo in una stanza rimase affascinato dalla forma della sua testa.
(James Whale)
Il regista scelse anche Colin Clive, che aveva diretto nel lavoro teatrale Journey's End e nell'adattamento cinematografico, nei panni del dottor Henry Frankenstein, preferendolo a Leslie Howard. Clive aveva una personalità tormentata e tutti erano preoccupati che potesse iniziare a bere durante le riprese. Whale, tuttavia, trattò Clive con grande sensibilità e alla fine l'attore non creò problemi.
Per la parte di Elizabeth, fidanzata del dottor Frankenstein, fu inizialmente scelta Bette Davis, già sotto contratto con la Universal, ma il produttore Carl Laemmle non era d'accordo. Fu poi fu scelta dal regista Mae Clarke, che aveva già lavorato con lui in La donna che non si deve amare (Waterloo Bridge). L'attrice insistette per recitare alcune scene di Frankenstein nel suo bungalow nel teatro di posa e condivise i suoi ricordi con lo storico cinematografico Gregory Mank, affermando di essersi trovata molto bene con il regista, che definì «il perfetto gentiluomo e un genio», e con gli altri membri del cast.
Edward Van Sloan conferì una nota di autorità morale al ruolo del dottor Waldman, professore e mentore del dottor Frankenstein. L'attore interpreta anche il presentatore nel prologo della pellicola.
Dopo quella di Karloff, l'interpretazione più difficile del film fu quella di Marilyn Harris, la bambina di sette anni che viene annegata dal mostro. Karloff, che aveva sviluppato subito un'intesa con Harris, non voleva gettare la bambina in acqua e tentò di cambiare la sceneggiatura. Secondo Karloff il mostro doveva dimostrare la sua innocenza giocando con la bambina e non facendole del male, ma Whale disse: «Fa tutto parte del rituale. Deve accadere per spiegare la tragedia del mostro». E alla fine Karloff accettò. Ma quando prese Marilyn in braccio e la gettò nel lago, lei rimase a galla. Così James Whale le propose di ripetere la scena e Marilyn accettò a patto che il regista le regalasse una dozzina di uova sode. Whale, dopo aver girato la scena, le regalò due dozzine di uova sode.
L'assistente gobbo Fritz fu interpretato da Dwight Frye. Il personaggio non era nel romanzo di Mary Shelley, ma fu ripreso dall'adattamento teatrale del 1823 Presumption; or, the Fate of Frankenstein di Richard Brinsley Peake. Inizialmente muto, gli vennero poi affidati i dialoghi con il dottor Frankenstein per evitare che ci fossero lunghi monologhi. James Whale diventò, durante e dopo la realizzazione di Frankenstein, un vero paladino di Frye. I due, dopo l'adattamento del romanzo di Shelley, girarono altri cinque film insieme, tra cui La moglie di Frankenstein.

### Trucco
(Boris Karloff)

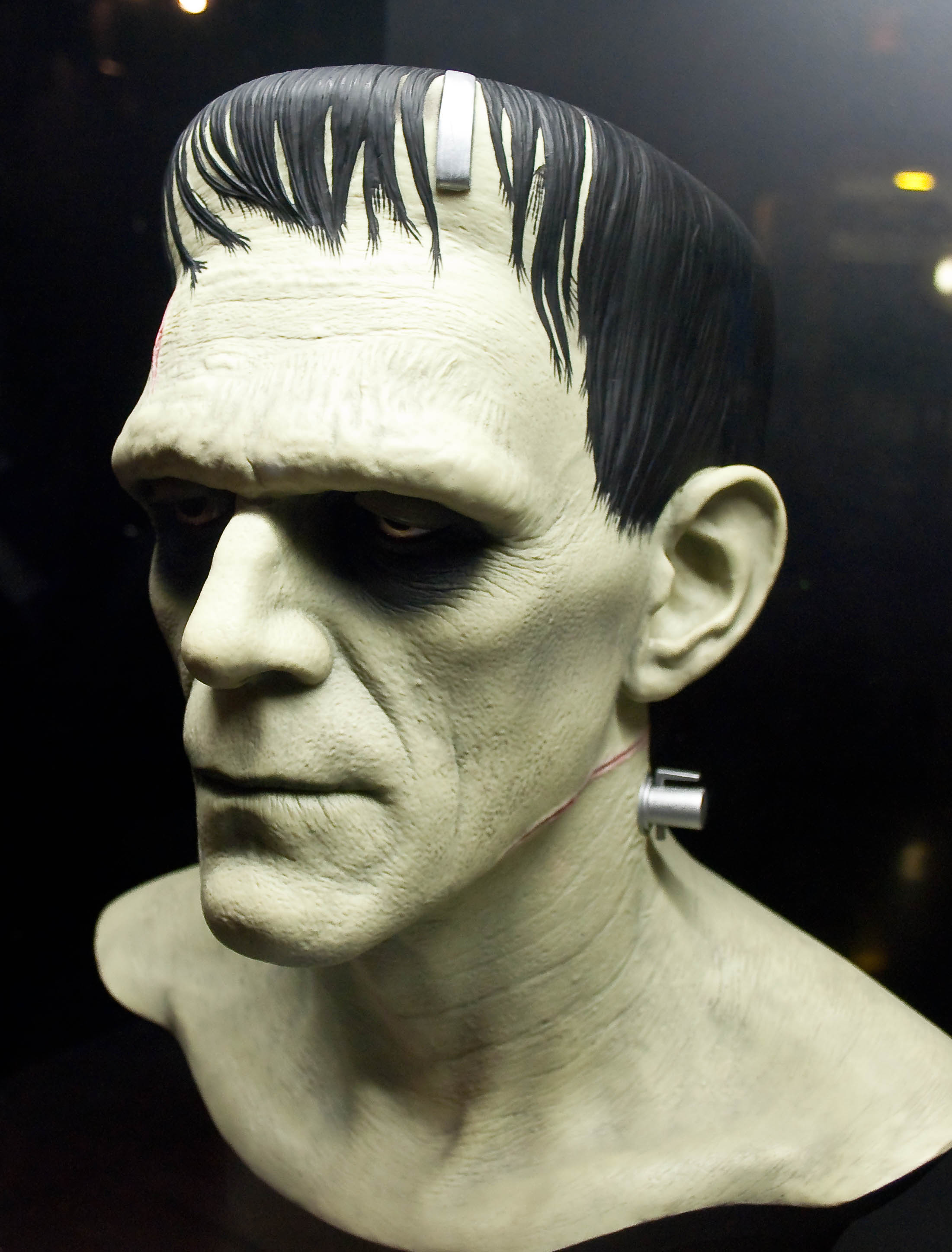
Busto che riproduce l'aspetto di Boris Karloff nel ruolo della creatura. Museo del Cinema, Torino.

Jack Pierce era il capo del reparto trucco dello studio e fu lui a creare l'aspetto del mostro di Frankenstein, probabilmente con l'aiuto del regista James Whale. La fronte piatta, una caratteristica distintiva della creatura, fu forse ispirata dalla versione di Frankenstein diretta da Thomas Edison e interpretata da Charles Ogle nel 1910.
La maschera del mostro venne modellata sui lineamenti di Karloff. L'osso frontale e l'arcata sopraccigliare del mostro furono ottenute con una cuffia realizzata attraverso la stratificazione di cotone e collodio; veniva poi data definizione alle sopracciglia e alle cicatrici dipingendole. Le ombreggiature enfatizzavano l'effetto chiaroscurale e un cerone verdastro dava un aspetto cadaverico al viso. Infine, venivano incollati i capelli. Era doloroso sottoporsi ogni giorno alla stessa procedura, soprattutto così vicino agli occhi, per il forte odore del collodio, ma, fortunatamente per Pierce, Karloff era un tipo molto paziente. Secondo Karloff, in alcuni provini gli occhi del mostro erano troppo vivi, quindi Pierce creò pesanti palpebre di cera da applicare su quelle dell'attore così che quest'ultimo potesse aprire gli occhi solo parzialmente. Karloff arrivò persino a farsi togliere un ponte dentale per tirare in dentro la guancia, in modo tale da accentuare il suo aspetto mostruoso. Le due appendici metalliche ai lati del collo, comunemente ritenute bulloni, sono in realtà elettrodi da cui il mostro doveva ricavare l'energia vitale. Le operazioni di make-up erano difficili e ogni giorno ci volevano più di tre ore per metterlo e altrettante per toglierlo. Il trucco di Pierce non castrò per nulla la recitazione di Karloff, che poteva avvalersi solo della mimica facciale nel portare in scena il mostro. Il successo esteriore del mostro fu totale, e la Universal, ancor oggi proprietaria dell'immagine, continua ad incassare i diritti d'autore per qualsiasi tipo di riproduzione (fumetti, serie televisive).

#### Costumi
Oltre al trucco, Karloff doveva indossare un costume nero molto pesante. Le maniche della giacca vennero realizzate più corte per dare l'effetto ottico che la creatura avesse le braccia esageratamente lunghe, soprattutto nella scena in cui le protende verso la luce. Gli stivali erano ingombranti e altrettanto pesanti e vennero realizzati in modo tale da far protendere in avanti il busto e influenzare la postura. In seguito, Karloff subì tre operazioni chirurgiche alla schiena e per il resto della vita soffrì per i danni fisici causati dalle enormi difficoltà affrontate nel girare questa pellicola.

### Scenografia
Whale era un esperto scenografo. Era meticoloso riguardo alla posizione della cineprese, alle luci, e a come l'inquadratura andasse riempita fino in cima. Whale collaborò con Charles Hall, direttore artistico del film. Entrambi bocciarono il look futuristico per Frankenstein realizzato dal designer Herman Rosse, preferendo un aspetto gotico, con angoli e ombre consone all'iniziale visione espressionista del precedente regista, Robert Florey. Il laboratorio nella sceneggiatura doveva essere collocato all'interno di un mulino abbandonato, lo stesso della penultima scena, ma venne poi posto in una torre. Il laboratorio fu creato da Kenneth Strickfaden, il quale riuscì addirittura ad assicurarsi l'utilizzo di almeno una bobina di Tesla costruita dallo stesso inventore, Nikola Tesla. Le macchine originali del laboratorio furono usate come materiale scenografico fino agli anni settanta. La scenografia della sequenza ambientata nel mulino fu ispirato da un edificio di Los Angeles che ospitava un panificio locale, Van de Kamp.
Nonostante il realismo della scenografia del laboratorio, per la stanza di Elizabeth venne utilizzato un fondale dipinto ripreso da un vecchio set del film Il castello degli spettri del 1927.
Le riprese della scena dell'annegamento di Mary vennero effettuate a Lake Sherwood (California), luogo molto frequentato dalle troupe cinematografiche per realizzare film di svariati generi, dal western all'horror.
Le riprese del villaggio vennero realizzate nel set che la Universal aveva costruito per il film All'ovest niente di nuovo (1930) diretto da Lewis Milestone. Dei veri danzatori e musicisti austriaci vennero ingaggiati per dare al villaggio un'atmosfera folkloristica.
L'inseguimento del mostro da parte della folla inferocita è stato realizzato sia in un set insonorizzato realizzato con rocce di plastica e fondali, sia in esterni negli stabilimenti della Universal a Pollard Lake e nelle colline limitrofe. Alcune parti di queste scene furono inserite ne La moglie di Frankenstein (1935), The Mummy's Tomb (1942) e La casa degli orrori (1945).
Gli esterni del mulino comprendevano una struttura di circa quattro metri a grandezza naturale e un modellino, costruiti negli stabilimenti della Universal.

## Distribuzione

### Date di uscita
Le date di uscita cinematografiche internazionali del film furono:
- Stati Uniti: Frankenstein, 29 ottobre (prima mondiale)[16]
- Stati Uniti: Frankenstein, 21 novembre 1931[17]
- Stati Uniti, New York: Frankenstein, 4 dicembre 1931
- Austria: Frankenstein, 1932
- Turchia: Frankenstayn, 1932
- Spagna: El doctor Frankenstein, 6 marzo 1932
- Francia: Frankenstein, l'homme qui créa un monstre, 17 marzo 1932
- Irlanda: Frankenstein, 25 marzo 1932
- Giappone: Furankenshutain, 15 aprile 1932
- Germania: Frankenstein, 18 maggio 1932
- Uruguay: Frankenstein, 23 giugno 1932
- Messico: Frankenstein, 27 giugno 1932
- Svezia: Frankenstein, 28 novembre 1932
- Portogallo: Frankenstein, 10 gennaio 1933
- Hong Kong: Frankenstein, 15 giugno 1933
- Italia: Frankenstein, 2 dicembre 1935
- Stati Uniti: Frankenstein, 1º giugno 1947 (seconda uscita)
- Austria: Frankenstein, 5 luglio 1957 (seconda uscita)
- Portogallo: Frankenstein, 2 aprile 1976 (seconda uscita)
- Finlandia: Frankenstein, 10 giugno 1988 (prima televisiva)

### Scene tagliate

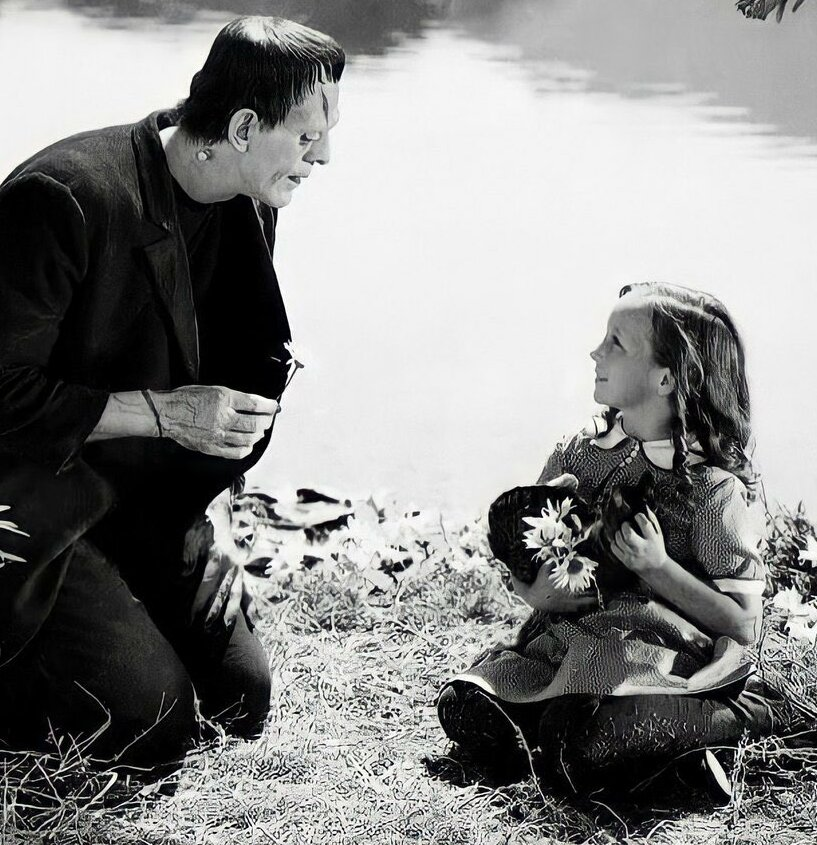
Il mostro di Frankenstein e Maria

Lo storico Rudy Behlmer disse: «Nel 1931, molte delle cose mostrate e dei temi trattati nel film erano nuovi e insoliti per il pubblico. Erano argomenti mai affrontati prima d'allora, o cose a cui la gente inconsciamente non voleva pensare. C'è il tonfo della terra che cade sulla cassa da morto. Cose mai apparse sullo schermo. Il giustiziato che tirano giù dalla forca, cadaveri, rianimazioni. Tutto questo è difficile da capire oggi, per via degli eccessi a cui ci sottopongono da decenni, ma nel 1931 fu una cosa che fece scalpore». Il regista Donald F. Glut ricordò la reazione del pubblico degli anni trenta: «Il pubblico non gradì l'annegamento della bambina, i chiari primi piani delle iniezioni fatte al mostro. E quando Fritz, l'assistente gobbo, lo tormenta con una torcia si vedono degli spaventosi primi piani del mostro. Per noi oggi è normale vedere queste cose in un film». 

La famosa scena censurata in cui il mostro lancia in acqua la piccola Mary.

Dal 1937 il Production Code Administration censurò dalle pellicole proiettate nelle sale e, successivamente, da quelle trasmesse in televisione alcune scene. La scena in cui il mostro lancia in acqua accidentalmente la piccola Mary provocandone la morte è una delle più famose scene tagliate ed è ispirata vagamente a scene di alcune rappresentazioni teatrali dell'opera di Mary Shelley. Alcuni videro l'intera scena, altri solo il mostro che tende le braccia e poi il padre con in braccio la figlia ridotta in quel modo. Questo, però, creò un impatto molto più sinistro del previsto e tagliò dal film l'unica scena in cui la Creatura dimostrava una certa umanità. Censurata nel 1934 in base al Codice Hays, la scena fu reintrodotta solo negli anni '80.
La frase di Colin Clive, «Oh, in the name of God! Now I know what it feels like to be God!» («Oh, nel nome di Dio! Ora so cosa significa essere Dio!»), creò molti problemi tra diversi gruppi religiosi e fu rapidamente tagliata. La scena, dunque, si chiude con Clive in estasi per la sua creazione e la sua voce coperta da un tuono. In seguito la frase venne restaurata ma, dal momento che si erano perse le registrazioni originali, risultava indistinta e distorta. La registrazione fu poi ritrovata da alcuni addetti della Universal, e poté quindi essere pulita e incisa su un Vitaphone Disc.
Venne ordinato anche di accorciare le scene in cui Fritz tormenta il mostro con la torcia accesa e di tagliare la scena in cui il dottor Waldman conficca la siringa nella schiena del mostro.

## Accoglienza

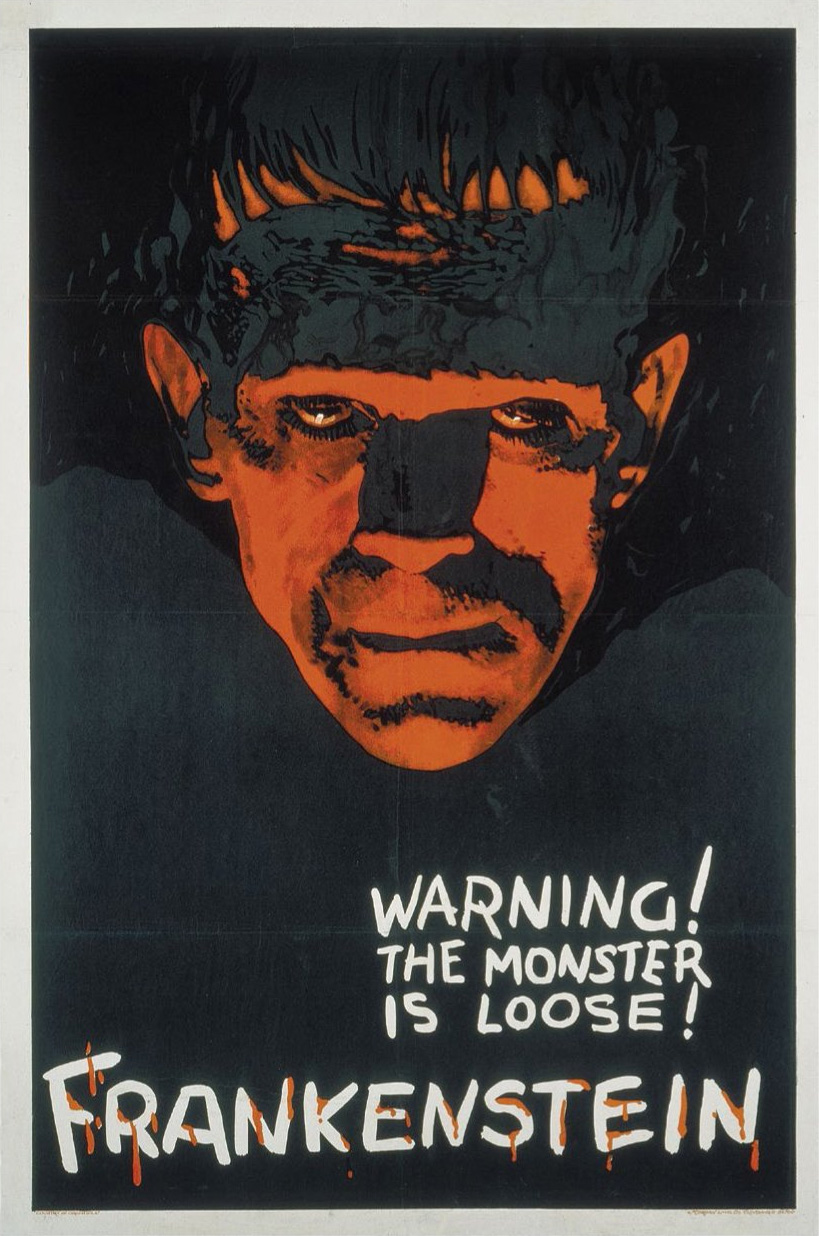
Teaser poster del film (1931)

Con o senza la sequenza censurata, Frankenstein fu un successo immediato sia di pubblico e di critica, impressionò il pubblico, sottrasse il film all'usura del tempo e consacrò definitivamente Whale fra i maestri del cinema dell'epoca. Karloff raggiunse la notorietà internazionale e il mostro divenne una delle più famose icone di Hollywood. L'entusiasmo iniziale di Robert Florey per la pellicola fu premiato con un riconoscimento sulla locandina francese e con la possibilità di dirigere un horror di matrice espressionista, cioè Il dottor Miracolo, in parte girato sul set originale di Frankenstein.

### Incassi
Il film fu un grande successo al botteghino per l'epoca, con un incasso di circa 13 milioni di dollari.

### Critica
Frankenstein è considerato dai critici cinematografici uno dei migliori film del 1931, nonché uno dei migliori film di sempre.
Il film continua a ricevere tuttora critiche positive. Il sito Rotten Tomatoes ha riportato che il 100% delle recensioni professionali ha dato un giudizio positivo sul film. Nel 1991 la pellicola è stata scelta per essere preservata nel National Film Registry della Biblioteca del Congresso degli Stati Uniti. Nel 1998 l'American Film Institute l'ha inserito all'ottantasettesimo posto della classifica dei migliori cento film statunitensi di tutti i tempi. La frase «It's alive!» (È vivo!), pronunciata dal dottor Frankenstein, occupa la 49ª posizione nella AFI's 100 Years... 100 Movie Quotes, la classifica delle 100 migliori citazioni cinematografiche redatta dall'American Film Institute.
Anche in Italia il film ha raccolto recensioni positive. Il Morandini scrisse: «Prodotto da Carl Laemmle Jr. per la Universal, il film cancella quasi completamente le tracce della mediazione teatrale grazie alla sceneggiatura e soprattutto alla regia inventiva e figurativamente raffinata dell'inglese J. Whale. Oltre a lasciare il suo segno sul copione (è sua l'idea del mulino), scelse il compatriota B. Karloff per la parte del mostro e ne affidò il trucco a Jack Pierce. Il suo modo fluido di far muovere la cinepresa, insolito nel 1931 che valorizza le scenografie e i comportamenti dei personaggi e crea un'atmosfera di morbosa suggestione, impressionò il pubblico e sottrasse il film all'usura del tempo. Le sequenze da citare sono numerose: i funerali d'apertura; la nascita della "creatura" con il suo motivo ascensionale; l'incontro con la bambina; la folla dei contadini con le fiaccole; l'incendio conclusivo. Come nel romanzo di Mary Shelley, la colpa (il peccato) di Frankenstein non è di aver sfidato Dio nel creare la vita, ma nell'emularlo e nel competere con lui come padrone assoluto della "creatura". Lo dimostra la delicata sequenza in cui nella camera dove il suo creatore l'ha rinchiuso penetra un raggio di sole, accolto dal "mostro" con un mezzo sorriso. Immediatamente Frankenstein gli toglie la luce, ossia, simbolicamente, ogni conoscenza che non venga da lui. Il vero crimine di Frankenstein è contro la società». Paolo Mereghetti scrisse: «Girato con uno stile spoglio e fluido (così da lasciare molto spazio alla scenografìa e conseguentemente all'atmosfera opprimente), il film evita gli effetti troppo facili o le scene troppo cruente (anche per non urtare la sensibilità del pubblico di allora), ma riesce a descrivere i pericoli e le tentazioni della scienza e contemporaneamente a fare della creatura una rappresentazione simbolica e metafisica dell'uomo, tormentato e diviso tra la riconoscenza e l'odio per un creatore che l'ha fatto così imperfetto».

## Differenze principali tra il film e il romanzo
- L'elemento dell'elettricità, usato per dare vita alla Creatura, è assente nel romanzo originale, come anche le descrizioni sulla creazione del mostro. Tuttavia l'uso dell'elettricità divenne la spiegazione accettata da tutti i film basati sul romanzo di Shelley.
- Nel film i nomi dei personaggi sono stati mischiati: infatti nel romanzo il creatore del mostro si chiama Victor Frankenstein e il suo migliore amico Henry Clerval; una donna che si chiama Justine Moritz lavora per la famiglia Frankenstein.
- Nel film viene chiarito che è stato grazie all'elettricità che il dottor Frankenstein ha dato vita alla sua creatura. Nel romanzo, invece, Mary Shelley rimase intenzionalmente vaga:

(Il dottor Frankenstein nel capitolo quinto)
- Nel romanzo originale di Mary Shelley la crudeltà della creatura è il risultato dei maltrattamenti subiti; il film aggiunge come motivazione il fatto che l'assistente del dott. Frankenstein, Fritz, ha fornito al dottore un cervello imperfetto. Fu lo sceneggiatore Francis Edward Faragoh ad inserire questo dettaglio, in seguito riproposto per altri film horror della Universal.[4]
- Nel romanzo, molti dei personaggi principali perdono la vita, compreso il dottor Frankenstein. Il film, invece, si chiude con un lieto fine, con quest'ultimo che riabbraccia la sua famiglia dopo essere stato sul punto di perdere la vita contro il mostro.

## Precedenti
La prima versione cinematografica della storia di Mary Wollstonecraft Shelley fu Frankenstein, un cortometraggio muto del 1910 di J. Searle Dawley.

## Seguiti e parodie
Frankenstein fu seguito da una serie di film a cominciare da La moglie di Frankenstein del 1935, che è considerato da alcuni il miglior film della serie (in parte per il fatto che in tale pellicola il mostro si esprime a parole). In esso Elsa Lanchester interpreta la sposa di Frankenstein.
Nel 1939 fu prodotto il terzo capitolo, Il figlio di Frankenstein. In questo film Karloff interpretò per l'ultima volta il Mostro. Basil Rathbone interpretò il barone Wolf von Frankenstein e Lionel Atwill l'ispettore Krogh. Nel film recitò anche Donnie Dunagan interpretando il nipote di Frankenstein, Peter. La serie continuò con Il terrore di Frankenstein (1942), Frankenstein contro l'uomo lupo (1943), Al di là del mistero (1944), La casa degli orrori (1945) e si concluse nel 1948 con il film comico Il cervello di Frankenstein.
Il film di Mel Brooks Frankenstein Junior costituisce la parodia dei primi tre film della serie.

## Edizioni home video
Nell'edizione in DVD della Universal il doppiaggio italiano è completamente rifatto, così come nel Blu-ray Disc della stessa casa. Solo il DVD prodotto dalla Sinister Film contiene ancora il doppiaggio originale. L'edizione italiana originale del 1935 fu tuttavia privata di alcune scene - probabilmente per censura - che di conseguenza non furono doppiate.